# Ofelia Olivero
Ofelia Ana Olivero (Argentina, Siglo XX) es una bióloga argentino-estadounidense especializada en VIH / SIDA e investigación biomédica. Fue pionera en el descubrimiento de análogos de nucleósidos inducidos por la amplificación del centrosoma y la neuploidía mientras trabajaba como científica senior en el Instituto Nacional del Cáncer (NCI). En 2016, se convirtió en jefa de la rama de fuerza laboral intramuros de diversidad del NCI.

## Educación
Ofelia A. Olivero obtuvo su doctorado en citogenética por la Universidad Nacional de La Plata.

## Carrera e investigación
En 1987, Olivero se incorporó al Instituto Nacional del Cáncer (NCI) como investigadora postdoctoral. Con sus colegas, demostró por primera vez que el análogo de nucleósido utilizado en la primera terapia contra el SIDA por mujeres embarazadas para prevenir la transmisión vertical del VIH de la madre al feto era un carcinógeno transplacentario en ratones. Desde entonces, el inserto del medicamento AZT contenía un párrafo que indicaba el peligro para el feto. Fue pionera en el descubrimiento de análogos de nucleósidos inducidos por la amplificación del centrosoma y la aneuploidía trabajando como científica senior en el Laboratorio de Biología y Genética del Cáncer del NCI. Es autora y coautora de más de 75 artículos científicos, capítulos de libros y su libro titulado Mentoría interdisciplinaria en ciencia: estrategias para el éxito (2013). En su libro, describe qué es la tutoría exitosa, qué no lo es y cómo estos importantes conceptos se relacionan con los científicos de hoy.
En 2016, Olivero se convirtió en jefa de la rama de la fuerza laboral intramuros de diversidad (IDWB), donde dirigió los esfuerzos del NCI para aumentar la diversidad en la fuerza laboral.
Olivero ha sido miembro activo del Capítulo SACNAS de los Institutos Nacionales de Salud (NIH), la Organización de Empleados Hispanos (HEO) de los NIH y el Departamento de Salud y Servicios Humanos de los Estados Unidos, y miembro desde hace mucho tiempo de la Asociación Estadounidense para la Investigación del Cáncer, donde participa en grupos especiales de investigación del cáncer. Durante tres años, participó como miembro activo y asesor del Comité de Empleo Hispano de los NIH (HEC), donde abogó por la equidad, la diversidad y la inclusión y ayudó a dirigir numerosas actividades para atraer a los hispanos y latinos en ciencias a los NIH. 
Como miembro del Foro de Reclutamiento de Minorías Científicas de NIH OHR (SMRF), ha apoyado sus actividades de reclutamiento reuniéndose y transmitiendo el entusiasmo de la ciencia con estudiantes de entornos subrepresentados en conferencias y eventos especiales. Olivero fue un miembro activo del Comité NIH hispano y latino (HLEC), patrocinado por el NIH, Oficina de Diversidad e Inclusión Igualdad (EDI), y asesor en diversos oficial en jefe de la diversidad científica fuerza de trabajo (COSWD) el reclutamiento y las carreras científicas subcomités. Estuvo involucrada con el Grupo de Interés Especial de Investigación Hispana de los NIH, donde los ayudó a establecer un nuevo lugar de tutoría para los NIH.

## Premios y honores
Olivero tenía como objetivo empoderar e inspirar a las mujeres jóvenes a elegir carreras científicas y fue seleccionada por el Departamento de Estado de los Estados Unidos para formar parte de una delegación de científicas que visitaría Brasil y Colombia para favorecer la participación de las mujeres en la ciencia. Olivero recibió el Premio a la Diversidad Líder otorgado por el director del NCI en reconocimiento a los esfuerzos que promueven la diversidad y la igualdad de oportunidades de empleo. Recibió un premio de mentora de AWIS en el año 2013 debido a su compromiso con la tutoría de mujeres jóvenes pertenecientes a minorías, un premio de mentora del NCI en 2016 y fue reconocida como una “Game Changer” de la oficina de EDI.

## Trabajos seleccionados

### Libros
- Olivero, Ofelia A. (2013). Interdisciplinary Mentoring in Science: Strategies for Success (en inglés). Academic Press. ISBN 978-0-12-391414-9.

### Artículos periodísticos
- Olivero, O. A.; Yuspa, S. H.; Poirier, M. C.; Anderson, L. M.; Jones, A. B.; Wang, C.; Diwan, B. A.; Haines, D. C. et al. (Noviembre de 1997). «Transplacental Effects of 3'-Azido-2',3'-Dideoxythymidine (AZT): Tumorigenicity in Mice and Genotoxicity in Mice and Monkeys». JNCI Journal of the National Cancer Institute (en inglés) 89 (21): 1602-1608. ISSN 0027-8874. PMID 9362158. doi:10.1093/jnci/89.21.1602.
- Olivero, Ofelia A.; Shearer, Gene M.; Chougnet, Claire A.; Kovacs, Andrea A.S.; Landay, Alan L.; Baker, Robin; Stek, Alice M.; Khoury, Margaret M. et al. (Mayo de 1999). «Incorporation of zidovudine into leukocyte DNA from HIV-1-positive adults and pregnant women, and cord blood from infants exposed in utero». AIDS (en inglés) 13 (8): 919-925. ISSN 0269-9370. PMID 10371172. doi:10.1097/00002030-199905280-00007.
- Poirier, Miriam C; Olivero, Ofelia A; Walker, Dale M; Walker, Vernon E (Septiembre de 2004). «Perinatal genotoxicity and carcinogenicity of anti-retroviral nucleoside analog drugs». Toxicology and Applied Pharmacology (en inglés) 199 (2): 151-161. PMID 15313587. doi:10.1016/j.taap.2003.11.034.
- Olivero, Ofelia A. (Abril de 2007). «Mechanisms of genotoxicity of nucleoside reverse transcriptase inhibitors». Environmental and Molecular Mutagenesis (en inglés) 48 (3–4): 215-223. PMID 16395695. doi:10.1002/em.20195.